# Sonntag Nunatak
Sonntag Nunatak är en nunatak i Antarktis. Den ligger i Västantarktis. Chile gör anspråk på området. Toppen på Sonntag Nunatak är 1 733 meter över havet.
Terrängen runt Sonntag Nunatak är lite kuperad. Trakten är obefolkad. Det finns inga samhällen i närheten.